# Kenji Haneda
Kenji Haneda (jap. 羽田 憲司 Haneda Kenji; ur. 1 grudnia 1981) – japoński piłkarz.

## Kariera klubowa
Od 2000 do 2012 roku występował w klubach Kashima Antlers, Cerezo Osaka i Vissel Kobe.

## Kariera reprezentacyjna
W 2001 roku Kenji Haneda zagrał na Mistrzostwach Świata U-20.